# Angelo Carrara
Angelo Carrara (Milano, 26 gennaio 1945 – Milano, 27 marzo 2012) è stato un produttore discografico italiano.
Ha lanciato artisti quali Franco Battiato, Alice, Luciano Ligabue e il gruppo musicale Timoria.

## Biografia
La sua carriera comincia nel 1970 come musicista, nel gruppo Le Mani. Nel 1973 fonda l'etichetta Trident Records, che fino al 1975 produce dischi di musica progressive; il gruppo più noto furono i Trip.
Nel 1981 lancia la casa di produzione Target, con la quale produce artisti come Alice, Francesco Baccini, Aleandro Baldi, Giuni Russo, Franco Battiato, Pierangelo Bertoli, Bluvertigo, ClanDestino, Cristiano De André, Dolcenera, Eugenio Finardi, Luciano Ligabue, Mango, Povia, Faust'O, Oliviero Malaspina e i Timoria.
Ligabue entra in contatto con lui tramite una cassetta con alcune sue canzoni lasciate a Pierangelo Bertoli, il quale apprezzandole ne incide due, Sogni di rock'n'roll e Figlio di un cane, e lo presenta ad Angelo Carrara.
Nel 2001 decide di tornare a produrre e commercializzare sul territorio nazionale concerti e tour dei propri artisti, oltre al booking di artisti non direttamente prodotti.
Conosce Michele Ferrandi (emergente nel settore organizzatore concerti) tramite Bruno Santori e fonda la Target Live. Fino al 2004 la collaborazione produce e porta in giro per l'Italia Tribà, Cristiano De André, Eugenio Finardi, Dolcenera, Premiata Forneria Marconi e Povia. Alla fine del 2004 la Target Live cessa di esistere a causa dell'uscita dalla società di Michele Ferrandi che si avvicina al produttore Geppino Afeltra.
Nel 2009 Carrara interrompe la collaborazione con Povia.
Era sposato con Giulietta Pio, figlia del maestro Giusto Pio noto coautore di Battiato, dalla quale aveva avuto il figlio Andrea. È morto suicida nel 2012 all'età di 67 anni.

## Discografia

### Produzione
| Anno | Interprete                  | Titolo                                           | Casa discografica           |
| ---- | --------------------------- | ------------------------------------------------ | --------------------------- |
| 1979 | Franco Battiato             | L'era del cinghiale bianco                       | EMI Italiana                |
| 1980 | Alice (cantante)            | Capo Nord                                        | EMI Italiana                |
| 1980 | Franco Battiato             | Patriots                                         | EMI Italiana                |
| 1981 | Alice                       | Alice                                            | EMI Italiana                |
| 1981 | Franco Battiato             | La voce del padrone                              | EMI Italiana                |
| 1981 | Giuni Russo                 | Energie                                          | CGD                         |
| 1981 | Eugenio Finardi             | Finardi                                          | Cicogna / Fonit Cetra       |
| 1982 | Eugenio Finardi             | Secret Streets                                   | Fonit Cetra                 |
| 1982 | Alice                       | Azimut                                           | EMI Italiana                |
| 1982 | Franco Battiato             | L'arca di Noè                                    | EMI Italiana                |
| 1983 | Eugenio Finardi             | Dal blu                                          | Fonit Cetra                 |
| 1983 | Alice                       | Falsi allarmi                                    | EMI Italiana                |
| 1983 | Franco Battiato             | Orizzonti perduti                                | EMI Italiana                |
| 1983 | Giuni Russo                 | Vox                                              | CGD                         |
| 1984 | Giuni Russo                 | Mediterranea                                     | CGD                         |
| 1984 | Mino Di Martino             | Alla periferia dell'impero                       | Polydor Records             |
| 1984 | Ombretta Colli              | Una donna tutta sbagliata (album)                | Fonit Cetra                 |
| 1985 | Alice                       | Gioielli rubati                                  | EMI Italiana                |
| 1985 | Faust'O                     | Love Story (Faust'O)                             | Target                      |
| 1985 | Franco Battiato             | Mondi lontanissimi                               | EMI Italiana                |
| 1985 | Franco Battiato             | Echoes of Sufi Dances                            | EMI Italiana                |
| 1987 | Pierangelo Bertoli          | Canzone d'autore                                 | CGD                         |
| 1988 | Pierangelo Bertoli          | Tra me e me                                      | CGD                         |
| 1989 | Pierangelo Bertoli          | Sedia elettrica                                  | CGD                         |
| 1990 | Luciano Ligabue             | Ligabue                                          | WEA Italiana                |
| 1990 | Pierangelo Bertoli          | Oracoli                                          | Dischi Ricordi              |
| 1990 | Giuni Russo                 | Le più belle canzoni                             | CGD                         |
| 1991 | Luciano Ligabue             | Lambrusco coltelli rose & popcorn                | WEA Italiana                |
| 1991 | Tomato                      | Tomato                                           | WEA Italiana                |
| 1992 | Pierangelo Bertoli          | Italia d'oro                                     | Dischi Ricordi              |
| 1992 | Timoria                     | Storie per vivere                                | PolyGram                    |
| 1993 | Luciano Ligabue             | Sopravvissuti e sopravviventi                    | WEA Italiana                |
| 1993 | Pierangelo Bertoli          | Gli anni miei                                    | Dischi Ricordi              |
| 1993 | Timoria                     | Viaggio senza vento                              | PolyGram                    |
| 1994 | ClanDestino                 | Clan Destino                                     | Target                      |
| 1995 | ClanDestino                 | Cuore-Stomaco-Cervello                           | Target                      |
| 1995 | Timoria                     | 2020 SpeedBall                                   | PolyGram                    |
| 1995 | Li troubaires de Comboscuro | A toun souléi                                    | Target                      |
| 1996 | Giorgio Vanni               | Grande Cuore                                     | EMI Music Publishing Italia |
| 1997 | Timoria                     | Eta Beta                                         | PolyGram                    |
| 1998 | Timoria                     | Senzatempo (dieci anni)                          | PolyGram                    |
| 2000 | Pierangelo Bertoli          | Le più belle canzoni                             | CGD                         |
| 2001 | Cristiano De André          | Scaramante                                       | Edel Music                  |
| 2002 | Custodie Cautelari e ospiti | La Notte delle chitarre                          | Target/Sony                 |
| 2003 | Oliviero Malaspina          | Benvenuti mostri!                                | Target / Sony               |
| 2005 | Povia                       | Evviva i pazzi... che hanno capito cos'è l'amore | Target                      |
| 2006 | Povia                       | I bambini fanno "ooh..." la storia continua...   | Target                      |
| 2007 | Povia                       | La storia continua... la tavola rotonda          | Target                      |
| 2007 | Roberto Santoro             | L'elisir del passionario                         | Target                      |
| 2009 | Roberto Santoro             | Santa Libertà                                    | Target                      |
| 2010 | Corinne                     | Liberi e fragili                                 | Target                      |
| 2012 | Roberto Santoro             | Suite Deserto                                    | Target                      |